# Bisaga Vela (Pašman)
Bisaga Vela je nenaseljeni otočić u hrvatskom dijelu Jadranskog mora.
Njegova površina iznosi 0,017 km². Dužina obalne crte iznosi 0,5 km.